# فردریک داوتیان
فردریک میریچی داوتیان (ارمنی: Ֆրեդերիկ Միրիչի Դավթյան؛  زادهٔ ۲۶ ژوئیهٔ ۱۹۶۱) کارگردان فیلم، بازیگر اهل ارمنستان است.

## زندگی‌نامه
وی در ۲۶ ژوئیه ۱۹۶۱ در ایروان به دنیا آمد و از آکادمی دولتی هنرهای زیبای ارمنستان (۱۹۸۳) فارغ‌التحصیل گشت. همچنین برندهٔ جوایزی همچون هنرمند افتخاری جمهوری ارمنستان شده‌است.